# Martin (Eslovàquia)
|  | Per a altres significats, vegeu «Martín». |

Martin és una ciutat d'Eslovàquia. Es troba a la regió de Žilina, a la vora del riu Turiec, molt a prop de la ciutat de Žilina, la capital de la regió. És la segona ciutat més gran del territori, després de Žilina (81.000 hab.).

## Història
Hi ha vestigis arqueològiques de la regió que daten de la cultura de Hallstatt. Les primeres mencions d'aquesta vila són del 1264 amb el nom de Zenthmarton. El 1340 aconseguí l'estatus de ciutat. Des d'aleshores, i fins al 1918, formà part del Regne d'Hongria.

## Demografia
| Godina             | 1994   | 2004   | 2014   | 2024    |
| ------------------ | ------ | ------ | ------ | ------- |
| Nombre de persones | 60.511 | 59.449 | 56.053 | 50.346  |
| Diferència         |        | −1,75% | −5,71% | −10,18% |

| Godina             | 2023   | 2024   |
| ------------------ | ------ | ------ |
| Nombre de persones | 50.629 | 50.346 |
| Diferència         |        | −0,55% |

## Galeria d'imatges

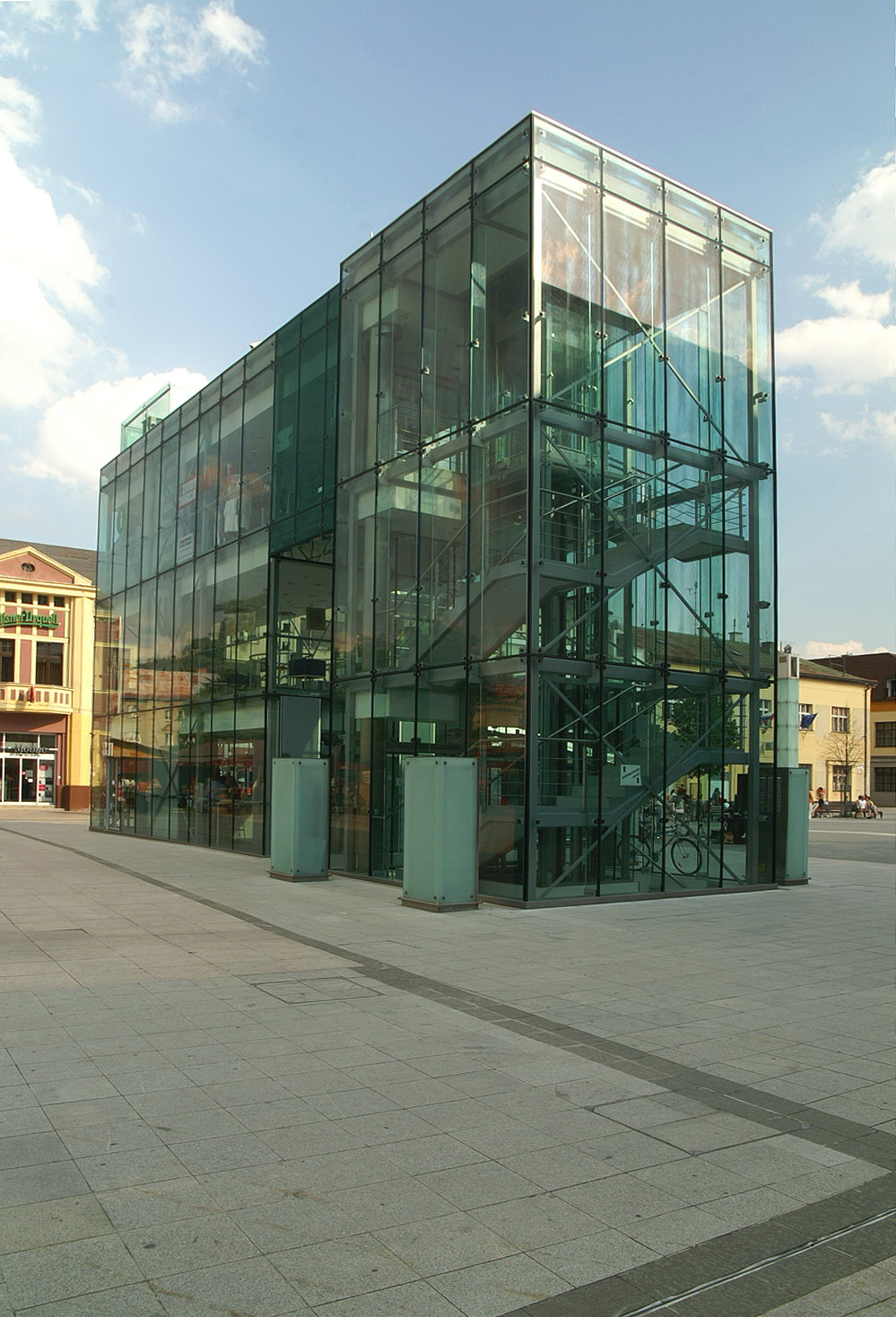
Edifici Millenia al centre de la vila
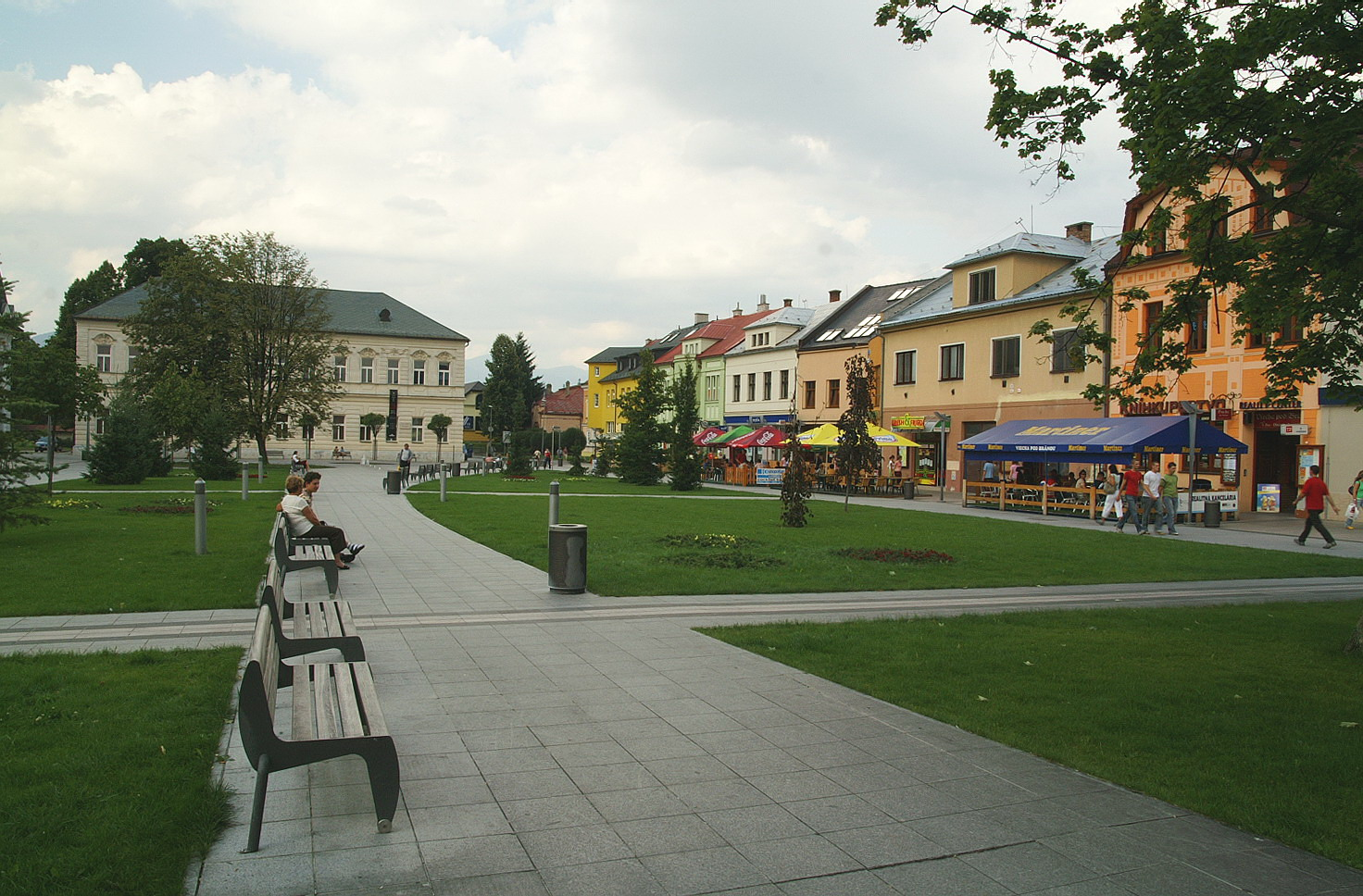
Centre històric
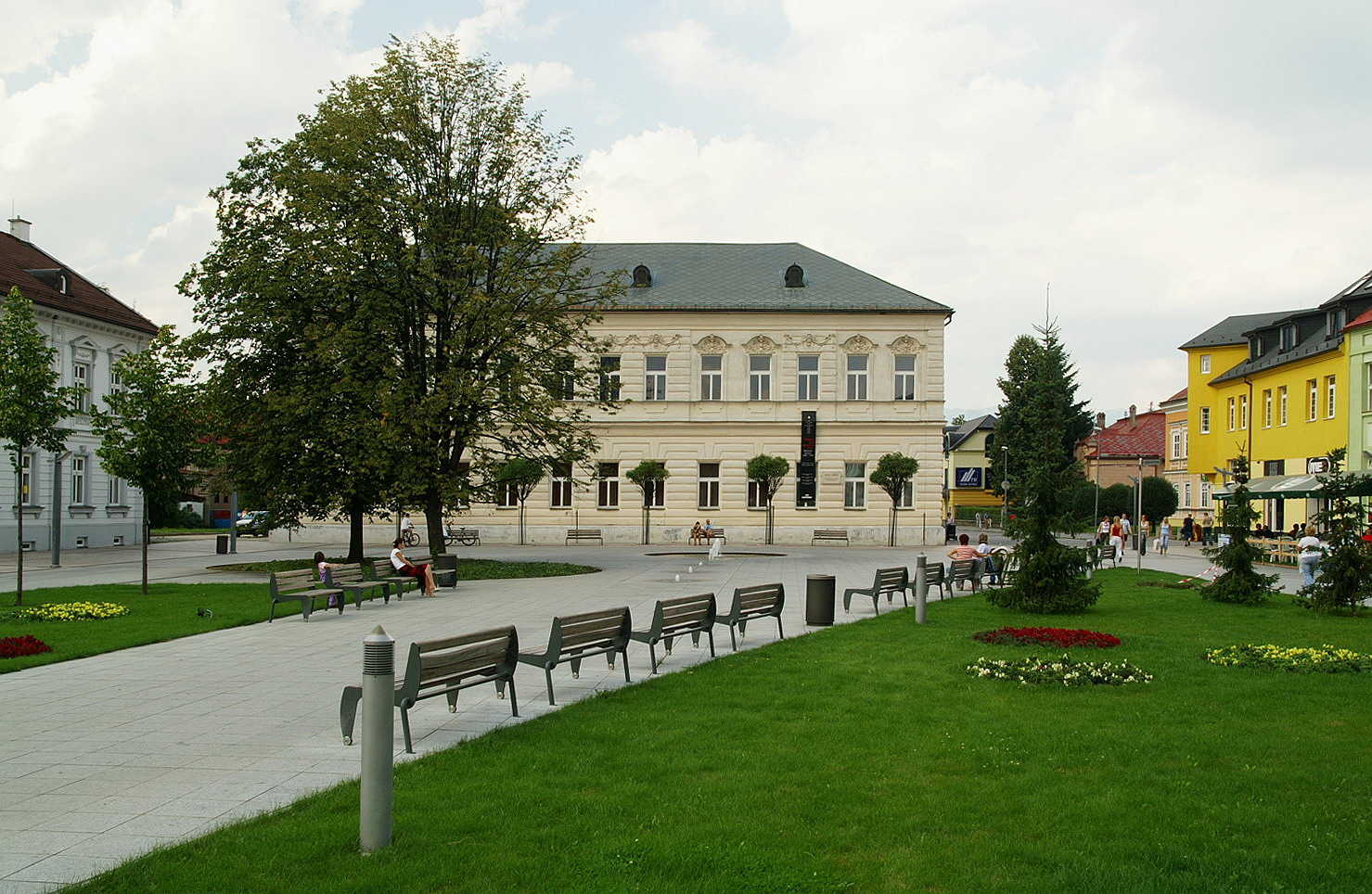
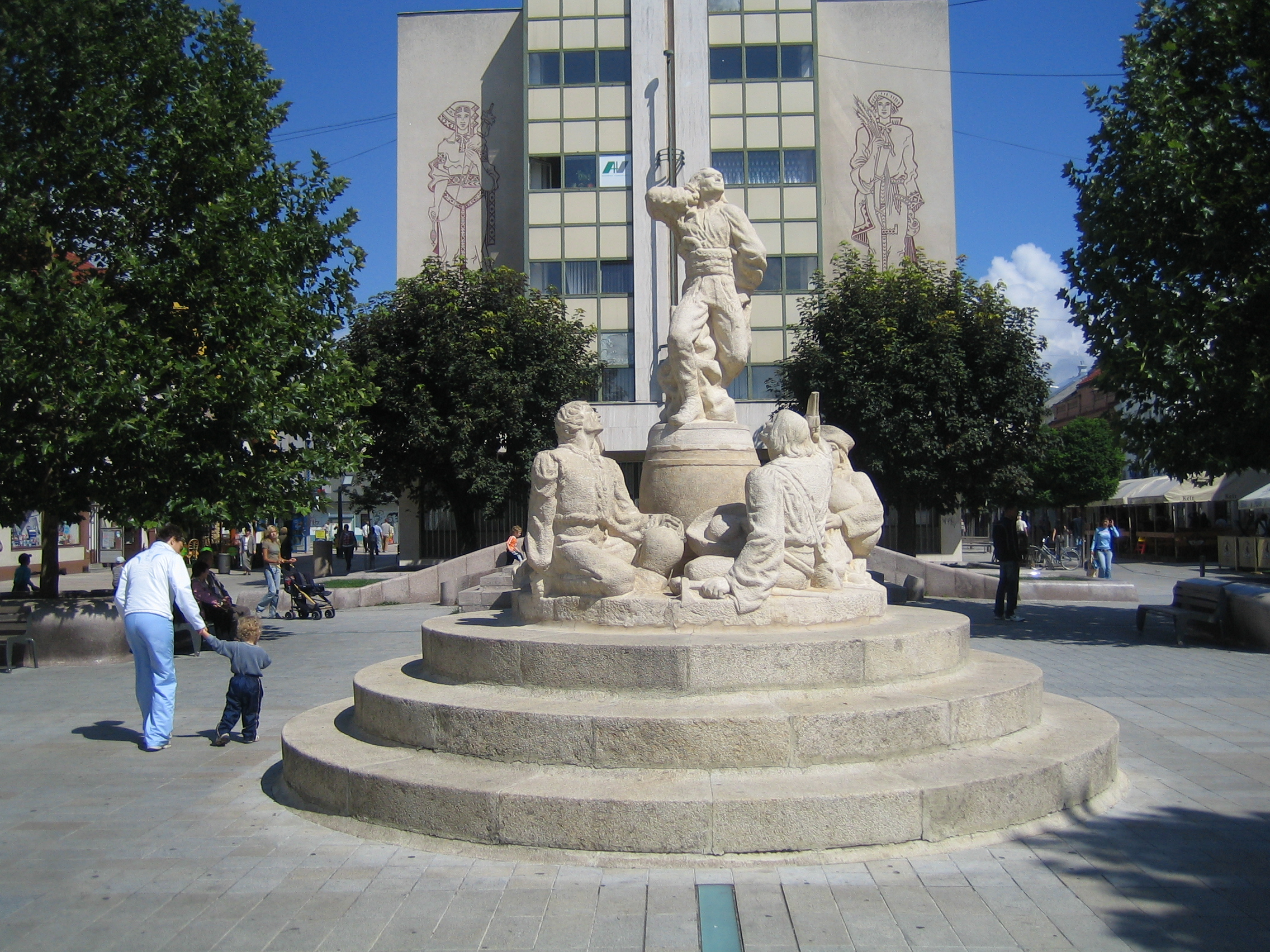

## Ciutats agermanades
- Bački Petrovac, Sèrbia
- Gotha, Alemanya
- Hoogeveen, Països Baixos
- Jičín, República Txeca
- Karviná, República Txeca
- Kalisz, Polònia